# 9804 Shrikulkarni
9804 Shrikulkarni este o planetă minoră (asteroid), cu un diametru de 6,053 km, din centura de asteroizi. A fost descoperită pe 1 iulie 1997 la Wise Observatory⁠(d) de Eran Ofek⁠(d) și a fost numită după Shrinivas Kulkarni⁠(d). 
Obiectul prezintă o orbită caracterizată de o semiaxă mare de 2,6704906 UAi, o excentricitate de 0,12, o înclinație de 13,52374 ° în raport cu ecliptica.